# Samenschale
Die Samenschale oder Testa (lat.: Gefäß, Schale), auch Episperm oder veraltet Spermoderm, Schelfe, Tunica (externa) oder Lorica, umgibt und schützt den im Innern gelegenen Embryo bei Samenpflanzen. Sie bildet sich nach der Befruchtung der Samenanlage aus dem die Samenanlage umhüllenden Integument. Die Samenschale kann hart und krustenartig, holzig oder knochenähnlich, dünn oder zarthäutig, trocken oder seltener fleischig sein, sie kann auch flügelig auswachsen oder sogar haarig sein.
Kann die Samenschale in zwei verschiedene, trennbare Schichten unterteilt werden bezeichnet man die innere Schicht als Tegmen (Glashaut, Innenhaut, Kernhaut) und die äußere als Testa.
Die äußerste Epidermisschicht wird dabei als Exotesta und die innerste als Endotesta bezeichnet. Dazwischen können eine oder mehrere Schichten liegen, die in ihrer Gesamtheit als Mesotesta bezeichnet werden.
Ist die Samenschale sehr hart, spricht man von einer Sklerotesta (gr./lat.: trockenes, hartes Gefäß). Häufig wird dabei die harte Hülle von den miteinander verwachsenen  Samen- und Fruchtschalen gebildet. Die Samenschale kann sich auch in eine innere und harte, stark verholzte Sklerotesta und eine fleischige äußere Sarkotesta differenzieren.
Enthält die Samenschale einen hohen Anteil an Zuckerstoffen, die beim Keimen zu einem Schleim aufquellen, wird von einer Myxotesta gesprochen (Klebsamen), wie bei der Tomate und wenigen anderen Arten.
Außer dem Schutz des Embryos kann die Samenschale durch Ausbildung bestimmter Strukturen der Ausbreitung des Samens dienen:
- So sind z. B. die Haare des Baumwollsamens als Derivate der Samenschale zu werten. Diese stehen ursprünglich im Dienst der Ausbreitung des Baumwollsamens durch den Wind (als Anemochorie bezeichnet).
- Ein weiteres Beispiel sind die roten fleischigen Strukturen, die die Samen der Eibe (Taxus baccata) umgeben. Dabei handelt es sich nicht um eine Frucht im botanischen Sinne, sondern um einen sogenannten Arillus, welcher der Anlockung von Tieren (hier im Wesentlichen von Vögeln) dient, die den Samen nach Verdauung des roten, fleischigen Arillus an anderer Stelle mit dem Kot ausscheiden und so zur Ausbreitung des Samens beitragen (Zoochorie).

Möglich sind aber auch Samen ohne Samenschale wie bei der Gattung Santalum. Hier liegen die Samen „direkt“ im Steinkern bzw. Endokarp.